# Elena Wassen
Elena Wassen (* 1. November 2000 in Eschweiler) ist eine deutsche Wasserspringerin.
Elena Wassen kam über ihre zwei Jahre ältere Schwester Christina Wassen zum Wasserspringen. Mit dieser nimmt sie bevorzugt an Wettbewerben im Synchronspringen teil. Schon als Juniorin konnte sie große Erfolge erreichen, etwa als sie 2013 in Leipzig fünfmal deutsche C-Jugend-Meisterin werden konnte. Insgesamt gewann sie 34 Titel bei deutschen Juniorenmeisterschaften. In dem Jahr wechselte sie auch von Aachen nach Berlin, wo sie ein Sportinternat besucht und beim Berliner TSC von Anne-Kathrin Hoffmann trainiert wird. Bei den Juniorenweltmeisterschaften 2014 wurde Wassen sowohl im Synchronspringen vom 3-Meter-Brett als auch im Turmspringen Sechste. Bei den Junioreneuropameisterschaften des Jahres gewann sie in beiden Disziplinen die Silbermedaille. 2015 wiederholte sie den Erfolg bei der U-19-EM im Rahmen der Europaspiele 2015 in Baku vom Turm.
Die Europaspiele in Baku wurden zugleich das erste große Turnier bei den Frauen für die damals 14-jährige. Überraschend konnte sie vom Turm hinter Lois Toulson und Anna Tschuinyschewa mit 410,40 Punkten den dritten Rang belegen und gewann somit die Bronzemedaille bei den erstmals ausgetragenen Europaspielen. Bei den Schwimmweltmeisterschaften 2015 in Kasan wurde Wassen 24. vom Turm, bei den Europameisterschaften in Rostock 15. Wassen ist für die Olympischen Sommerspiele 2016 in Rio de Janeiro nominiert. Beim vorolympischen Weltcup in Rio wurde sie im Februar 2016 20. Dort wurde sie im Vorkampf mit 291,90 Punkten 16 und qualifizierte sich damit für das Halbfinale. Dort konnte sie mit 276,40 Punkten ihre Leistung nicht ganz bestätigen und schied als 17. aus. 2018 konnte sie bei den Schwimmeuropameisterschaften die Bronzemedaille im 10-m-Synchronspringen erringen.

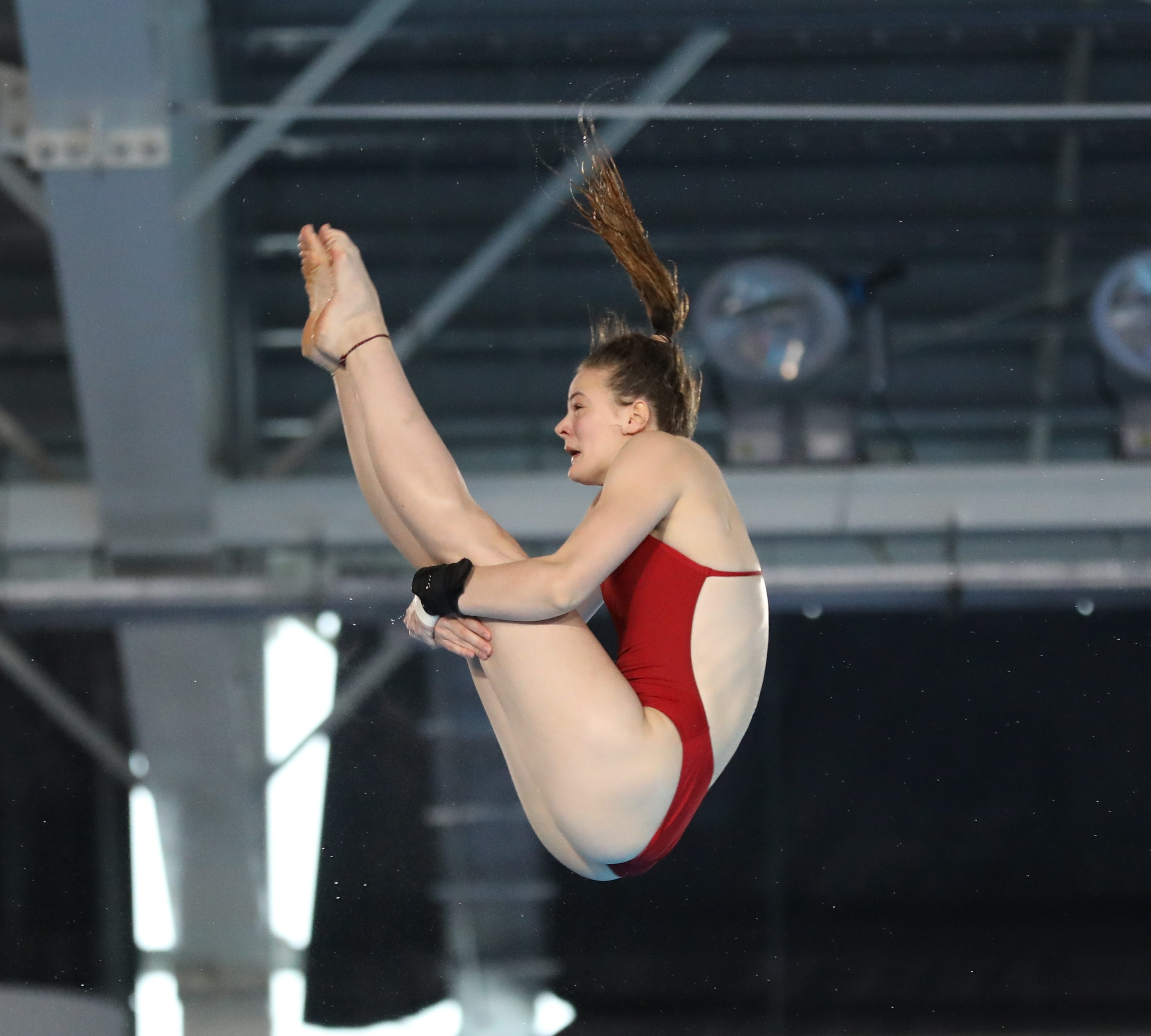
Wassen beim Einzelwettbewerb vom Turm bei den Olympischen Jugendspielen

2018 war Wassen deutsche Fahnenträgerin im Rahmen der Eröffnungsfeier bei den Olympischen Jugendspielen in Buenos Aires und gewann dort im Mixed Teamwettbewerb mit dem Chinesen Lian Junjie die Silbermedaille. Zuvor enttäuschte Wassen, die als Mitfavoritin in die Springen ging, als 12. vom 3-Meterbrett sowie als Sechste vom Turm.
Bei den Deutschen Meisterschaften gewann Wassen 2013 sowohl bei den Sommer- als auch den Hallenmeisterschaften in Berlin und Dresden mit ihrer Schwester hinter Tina Punzel und Kieu Duong die Silbermedaille im Synchronspringen. Auch 2014 gewann sie mit ihrer Schwester hinter Tina Punzel und Nora Subschinski in Halle (Saale) Silber im Synchronspringen. 2015 errang Wassen sowohl in der Halle in Berlin als auch im Freiluftbecken in Rostock hinter Maria Kurjo die Silbermedaillen vom Turm. 2016 gewann sie vor Maria Kurjo in Berlin ihren ersten Titel vom Turm. Bei den Internationalen Deutschen Hallenmeisterschaften ebenfalls in Berlin lagen die Australierin Brittany Broben und Kurjo vor ihr, mit Fränze Jahn gewann sie zudem im Synchronspringen Bronze.